# Gerrit de Veer
Gerrit de Veer (* um 1570 in den Niederlanden; † nach 1598) war ein niederländischer Schiffszimmermann und Tagebuch-Schreiber.

## Leben

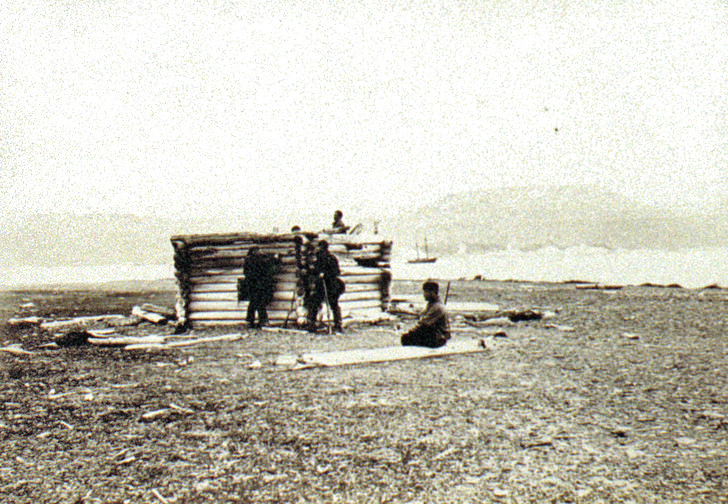
Angebliche Reste des Behouden Huys im Jahr 1881

De Veer nahm an der zweiten und dritten Reise der niederländischen Seefahrer Jacob van Heemskerk und Willem Barentsz teil, die auf der Suche nach der Nordostpassage nach Fernost waren. Diese Route sollte einmal kürzer sein als die um Afrika und das Kap der Guten Hoffnung und außerdem die Überfälle durch spanische und portugiesische Schiffe vermeiden.
Die dritte Expedition der Jahre 1596/1597 wurde auf Anraten von Barentsz, nachdem die Inselgruppe Spitzbergen entdeckt worden war, zur Nordspitze der russischen Doppelinsel Nowaja Semlja geführt, welche Barentsz bereits vorher umschifft hatte. Dort jedoch wurde das Schiff der Expedition von Packeis eingeschlossen. Auf dem Land errichtete die Besatzung ein festes Haus aus Treibholz, das Behouden Huys, dessen Wände zusammen mit verschiedenen Einrichtungsgegenständen angeblich noch im Jahre 1881 gefunden und sogar fotografiert wurden. Die Hälfte der Besatzung überlebte den Winter nicht, Gerrit de Veer war jedoch einer der Überlebenden.

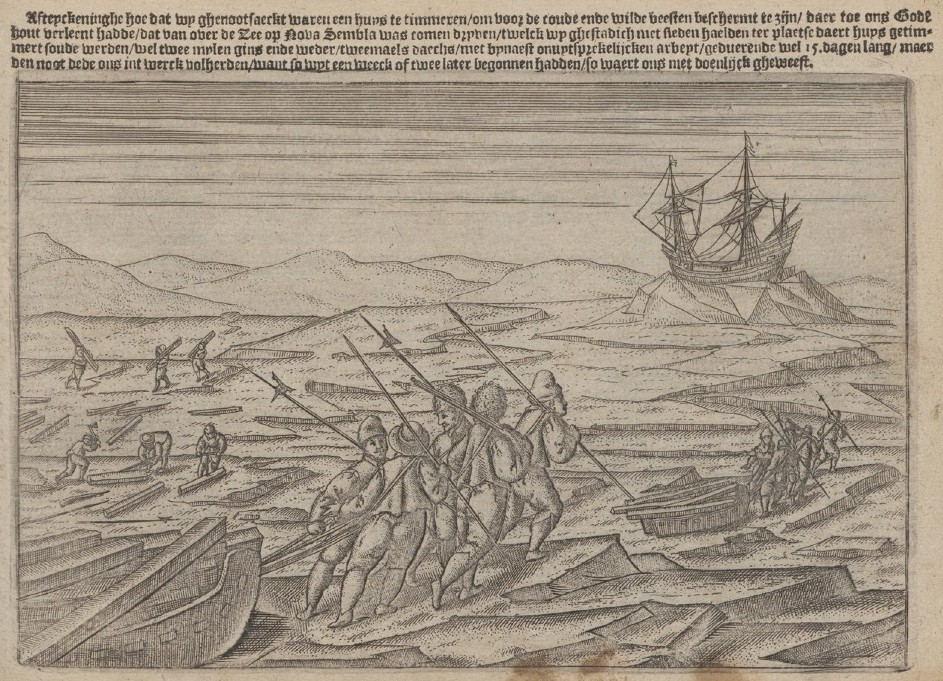
Illustration aus dem 1598 veröffentlichten Tagebuch von Gerrit de Veer: der Bau des Behouden Huys.

De Veer führte ein Tagebuch, in welchem die schwierige Winterzeit festgehalten wurde. Besonders wichtig für die Expedition war jedoch, dass im Tagebuch ganz genau der Sonnenstand sowie der Stand der Planeten und Sterne registriert wurden. So kannte die Besatzung jederzeit das Datum und konnte entscheiden, wann eine Weiterreise der Expedition zweckmäßig und ratsam sei.
De Veer und die einschließlich der Expeditionsleiter verbleibenden 16 Mitglieder der Mannschaft bauten eine Schaluppe und machten sich auf den Weg in die bewohnte Welt. Nach sieben Tagen starb Barentsz, der Rest der Reise bis zur Halbinsel Kola verlief jedoch ohne Probleme. Auf Kola wurde sie von einem niederländischen Handelsschiff unter dem Kommando von Jan Corneliszoon Rijp, der bereits auf der zweiten Reise Barentsz’ ein Schwesterschiff geführt hatte, aufgenommen und in die Heimat zurückgebracht.
De Veer veröffentlichte das Tagebuch nach seiner Rückkehr sehr bald. Es erlebte Auflagen in verschiedenen Sprachen und wurde auch illustriert und koloriert.

## Der Nowaja-Semlja-Effekt

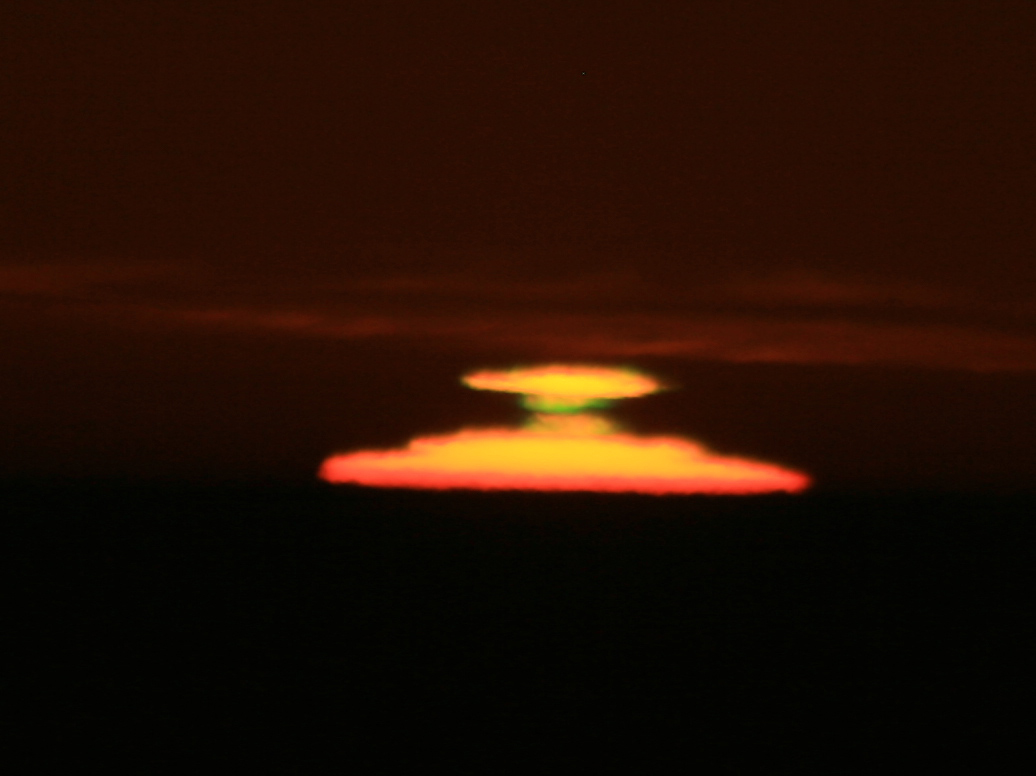
Atmosphärische Spiegelung der Sonne – s. a. „Grüner Blitz“ (San Franzisko, 2008)

De Veer beschrieb in seinem Tagebuch unter dem 24. Januar 1597 einen Sonnenaufgang, der zwei Wochen eher als erwartet stattfand. Für diese Erscheinung, den Nowaja-Semlja-Effekt, konnte erst 1998 eine Erklärung gefunden werden: Es handelt sich um eine arktische Luftspiegelung. Der frühere Lehrmeister de Veers Robbert Robbertsz le Canu wandte sich gegen diese Beobachtungen und versuchte sie theoretisch anzufechten.

## Verfilmung der Tagebücher
Im Jahr 2011 entstand unter der Regie von Reinout Oerlemans das Abenteuerdrama Nova Zembla, was sich relativ dicht an den Ereignisse der zweiten Expedition orientieren soll. Die Hauptrollen spielen Robert de Hoog als Gerrit de Veer, Derek de Lint als Willem Barents und  Victor Reinier als Jacob van Heemskerk.